# هينريتش زولنر
هينريتش زولنر (بالألمانية: Heinrich Zöllner)‏ هو كاتب وملحن ألماني، ولد في 4 يوليو 1854 في لايبزيغ في ألمانيا، وتوفي في 8 مايو 1941 في فرايبورغ في ألمانيا.

## وصلات خارجية
- هينريتش زولنر على موقع ميوزك برينز (الإنجليزية)